# چیدرا اجوکه
چیدرا اجوکه (انگلیسی: Chidera Ejuke؛ زادهٔ ۲ ژانویهٔ ۱۹۹۸) بازیکن فوتبال اهل نیجریه است.
وی همچنین در تیم‌های ملی فوتبال زیر ۱۷ سال، زیر ۲۰ سال و بزرگسالان نیجریه بازی کرده‌است.